# Hippotis
Hippotis là một chi thực vật có hoa trong họ Thiến thảo (Rubiaceae).

## Loài
Chi Hippotis gồm các loài: